# Elecciones legislativas de Uruguay de 1934
El 19 de abril de 1934 se realizaron las elecciones legislativas de Uruguay, junto a un plebiscito constitucional. Por primera vez, el Senado fue electo directamente por los votantes. el resultado fue una victoria para el Partido Colorado Batllista, que ganó la mayoría de escaños de la Cámara de Diputados.

## Resultados

### Cámara de Diputados
| Partido o lema       | Partido o lema                    | Votos   | %      | Diputados obtenidos | +/-   |
| -------------------- | --------------------------------- | ------- | ------ | ------------------- | ----- |
| Partido Colorado     | Partido Colorado Batllista        | 110,330 | 44.29  | 43                  | -2    |
| Partido Colorado     | Partido Colorado Gral Rivera      | 23,344  | 9.37   | 10                  | +3    |
| Partido Colorado     | Partido Colorado por la Tradición | 6,158   | 2.47   | 2                   | -3    |
| Partido Colorado     | Total                             | 139,832 | 56.13  | 55                  | -5    |
| Partido Nacional     | Partido Nacional                  | 91,608  | 36.77  | 39                  | -16   |
| Partido Nacional     | Partido Saravista                 | 1,295   | 0.52   | 0                   | Nuevo |
| Partido Nacional     | Total                             | 92,903  | 37.29  | 39                  | -16   |
| Unión Cívica         | Unión Cívica                      | 6,878   | 2.76   | 2                   | -1    |
| Partido Socialista   | Partido Socialista                | 5,849   | 2.35   | 2                   | 0     |
| Partido Comunista    | Partido Comunista                 | 3,634   | 1.44   | 1                   | -1    |
| Partido Reformista   | Partido Reformista                | 29      | 0.01   | 0                   | 0     |
| Total                | Total                             | 249,125 | 100.00 | 99                  | -24   |
| Votantes Registrados | Votantes Registrados              | 422,865 | -      |                     |       |
| Fuente: Nohlen       |                                   |         |        |                     |       |

### Senado
| Partido              | Votos   | %      | Senadores obtenidos |
| -------------------- | ------- | ------ | ------------------- |
| Partido Colorado     | 125,981 | 56.95  | 15                  |
| Partido Nacional     | 91,585  | 41.40  | 15                  |
| Partido Comunista    | 3,637   | 1.64   | 0                   |
| Total                | 221,203 | 100,00 | 30                  |
| Votantes Registrados | 422,865 | -      |                     |
| Fuente: Nohlen       |         |        |                     |